# Valerius Herberger

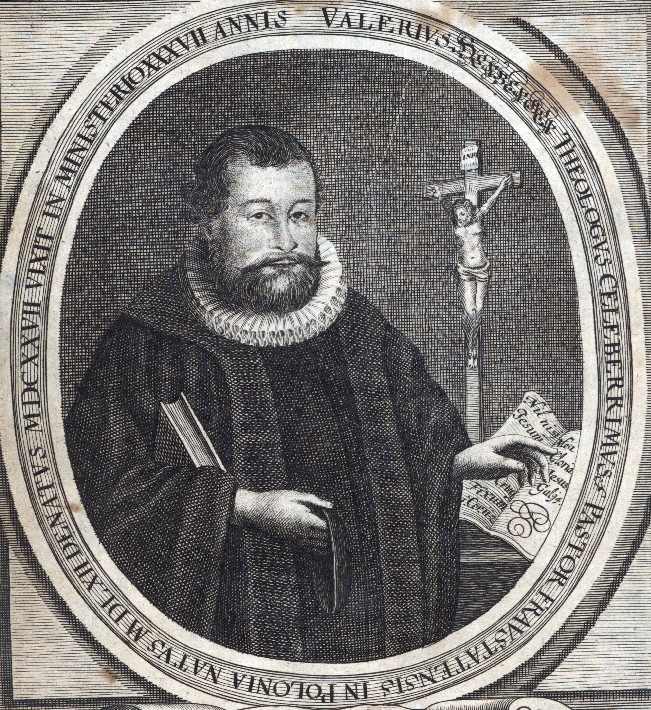
Valerius Herberger

Valerius Herberger (* 21. April 1562 in Fraustadt; † 18. Mai 1627 ebenda) war ein deutscher lutherischer Theologe, Erbauungsschriftsteller und Kirchenliederdichter.

## Leben und Wirken

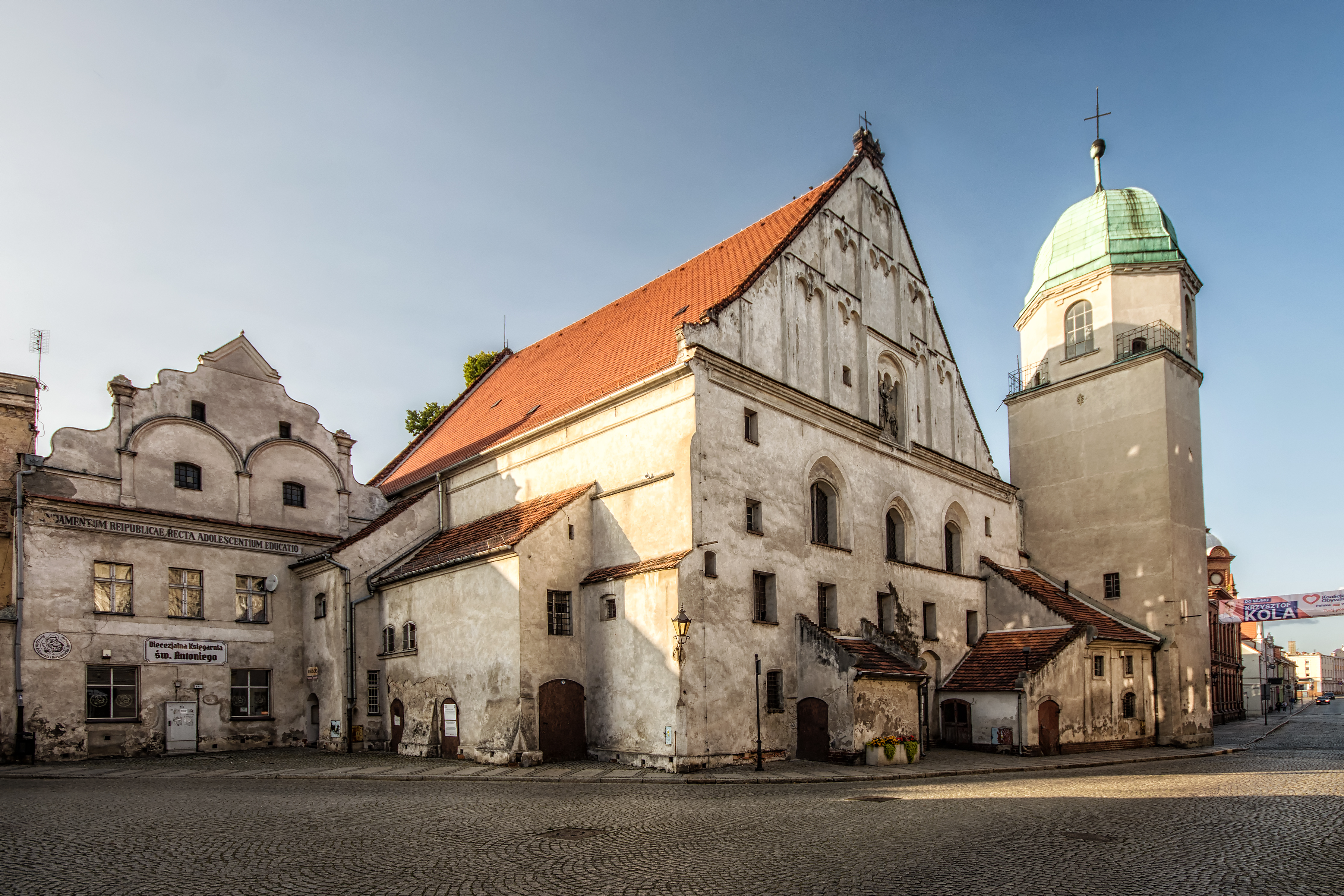
Ehemalige evangelische Kirche „Kripplein Christi“

Valerius Herberger wurde als Sohn des Kürschners und Mitglieds der Meistersängerzunft, Martin Herberger († 1571) und Anna Hoffmann († 5. Januar 1608) geboren. Nach dem frühen Tod des Vaters lebte er bei der Tante, Barbara Wende, und wurde durch seinen Paten, den Pastor Martin Arnold, gefördert und ausgebildet. Er besuchte die damals bekannte Lateinschule in Fraustadt, 1579–1582 die in Freystadt im benachbarten Schlesien. 1572–1584 studierte er Theologie in Frankfurt an der Oder und Leipzig.
1584 berief ihn der Fraustädter Magistrat zum Prediger und Lehrer an die Lateinschule. Am 21. März 1590 erfolgte seine Ernennung zum Diakon der Fraustädter Pfarrkirche St. Marien. Im selben Jahr heiratete er die Ratsherrentochter Anna Rüdinger (1568–1629). Nach dem Tod des Oberpfarrers Leonhard Krentzheim wurde er am 30. Dezember 1598  zum ersten Prediger von Fraustadt gewählt.
Im Jahr 1604 musste die Gemeinde im Rahmen von Maßnahmen der Gegenreformation die Pfarrkirche an die katholische Kirche zurückgeben. Herberger erwarb daraufhin zwei Wohnhäuser am Polnischen Tor, die zu einem Bethaus ausgebaut wurden und von ihm den Namen „Kripplein Christi“ erhielt.
Herberger wurde in seiner Zeit in der gesamten protestantischen Welt als der „kleine Luther“ gefeiert. Neben seinen theologischen Schriften wurde er für das Kirchenlied „Valet will ich dir geben“ bekannt. Während der verheerenden Pest von 1613 wich er den Kranken und Sterbenden nicht von der Seite und bestattete jeden persönlich, dieses Lied singend, das seinen Ruhm als „Pestpfarrer von Fraustadt“ begründete. Sein Amtsbruder, der Diakon Johann Timäus, stand ihm dabei immer zur Seite. Nachruhm erhielt Timäus jedoch nicht, denn er verstarb selber an der Pest. Das Lied Herbergers wurde von dem Fraustädter Kantor Melchior Teschner (1584–1635) im Jahr 1614 vertont.
Nach der Pest von 1613 war Herbergers Gesundheit angegriffen. Eine große Stütze war ihm sein Sohn Zacharias Herberger (1591–1631), der ebenfalls Theologie studiert hatte und vom Magistrat die Berufung zum Diakon von Fraustadt erhielt.
1623 erlitt Herberger einen Schlaganfall, im Februar 1627 den zweiten, an dessen Folgen er dann im Mai starb. Unter großer Anteilnahme der Bevölkerung wurde der größte Sohn der Stadt auf dem neuen Friedhof außerhalb der damaligen Stadt beerdigt.
Nachfolger in seinem Amte wurde sein Sohn Zacharias, der den Vater nicht lange überlebte. Der gleichnamige Enkel, Valerius Herberger jr., starb während seines Studiums in Königsberg (1641); mit ihm starb die Familie aus. Er überließ einen Teil des großväterlichen Besitzes als Stipendium der Stadt Fraustadt. Ebenso übergab er die große Bibliothek der Fraustädter Kirche „Kripplein Christi“.

## Schriften
Herberger veröffentlichte:
- drei Predigtbücher: „Evangelische Herzpostille“, „Epistolische Herzpostille“ und „Geistreiche Stoppelpostille“
- „Magnalia Dei s. de Jesu Scripturae nucleo et medulla, erbauliche Betrachtungen über die alttestamentlichen Bücher Mose, Josua, Richter, Ruth“
- „Passionszeiger“
- „Trauerbinden d. h. Leichenpredigten in 7 Theilen“
- „Erklärung des Buches Sirach in 95 Predigten“
- „Psalterparadies, Erklärung der Psalmen 1–23“, fortgesetzt von seinem Sohn Zacharias Herberger

## Gedenktag
17. Mai im Evangelischen Namenkalender.